# Novagraaf
 (décembre 2013).
Si vous disposez d'ouvrages ou d'articles de référence ou si vous connaissez des sites web de qualité traitant du thème abordé ici, merci de compléter l'article en donnant les références utiles à sa vérifiabilité et en les liant à la section « Notes et références ».
Le Groupe Novagraaf,est un Cabinet de conseil en propriété industrielle implanté en France (Paris, Lorient, Strasbourg, Besançon, Bordeaux, Toulon et Marseille), aux Pays-Bas (Amsterdam), au Royaume-Uni (Londres et Norwich) en Suisse (Genève) et en Belgique (Bruxelles et Gand). Ses activités couvrent le droit des marques, les brevets, les dessins et modèles et les Noms de domaines.

## Histoire
Le premier bureau Novagraaf voit le jour en janvier 1888 aux Pays-Bas, sous le nom « Van der Graaf & Co ». Les activités se concentrent alors sur la protection des marques et des inventions, concept avant-gardiste à l’époque, alors que la propriété intellectuelle fait son apparition. En 1978, Van der Graaf & Co devient Markgraaf puis Novagraaf en 2000, après la fusion avec le Cabinet Novamark. En 2023, Novagraaf fête ses 35 ans d'activité.

## Organisation

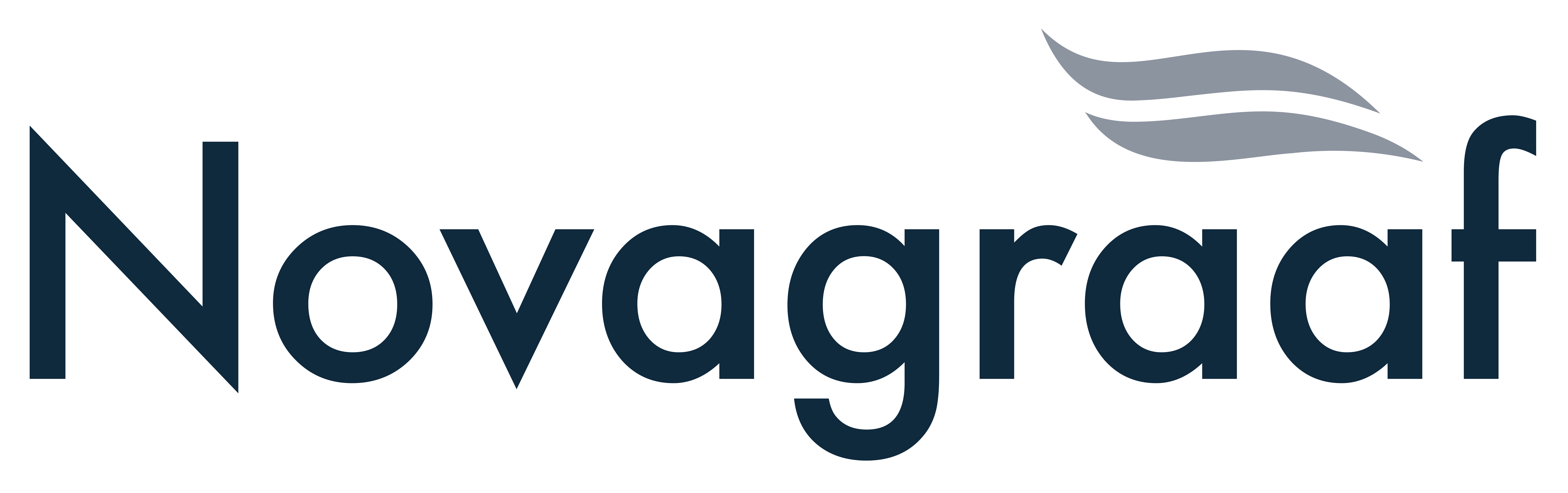

Le groupe rassemble près de 400 personnes. Le Cabinet Novagraaf en France se compose de 140 collaborateurs, dont 40 juristes en marques et ingénieurs brevet.
Le Groupe Novagraaf intègre dans sa structure de gouvernance, une direction répartie par pays.

## Activités
Les activités du Cabinet Novagraaf s’étendent à tous les domaines de la Propriété Industrielle, de l’acquisition à la gestion des droits, mais aussi à leur protection et à leur défense devant les instances juridiques françaises et européennes.

### Brevets, Marques, Dessins et Modèles, Droits d’auteur et Noms de domaines
- Acquisition et maintien des droits : recherches, études d’antériorités, de brevetabilité, rédactions de textes de brevets, dépôts de demandes de brevets, de marques, dessins et modèles, procédures et formalités devant les offices dans le monde entier, surveillances.
- Précontentieux et contentieux : oppositions, actions en contrefaçon et en concurrence déloyale, médiation et arbitrage.
- Conseil Juridiques : contrats, consultations, constitutions de preuves, libertés d’exploitation.
- Représentation auprès des Offices de Propriété Industrielle (OEB, KIPO (en), SIPO, USPTO, JPO etc.)

### Management de la Propriété Intellectuelle
- Stratégie de protection, audits de portefeuilles et optimisation, Transfert de technologie.
- Organisation : externalisation d’activités, formations/ sensibilisations à la PI/coaching.
- Finances : valorisation, aides à la recherche de financement de l’innovation.

Le Cabinet Novagraaf en France organise régulièrement des conférences thématiques sur des sujets d’actualité en matière de droit de Propriété intellectuelle, tels que : 
- Le Brevet Unique Européen
- Les Nouvelles extensions de Noms de domaines gTLD,
- Les stratégies de protection et de défense, des marques viticoles [5] contre la contrefaçon en Chine[6]
- Le Dessin et Modèle communautaire